# Ciorneavka, Korop
Ciorneavka (în ucraineană Чорнявка) este un sat în comuna Vîșenkî din raionul Korop, regiunea Cernihiv, Ucraina.

## Demografie
Componența lingvistică a localității Ciorneavka
     Ucraineană (100%)
Conform recensământului din 2001, toată populația localității Ciorneavka era vorbitoare de ucraineană (100%).